# Monleale
Monleale (Monlià in piemontese, pronuncia [mʊnˈlia]) è un comune italiano di 567 abitanti della provincia di Alessandria in Piemonte, situato su una collina alla sinistra del torrente Curone all'imbocco della valle, di fronte a Volpedo.

## Geografia fisica
Il borgo antico sorge in cima a una collina che raggiunge i 320 m s.l.m., sulla sponda sinistra del torrente Curone. Altre colline si estendono a sud di questa, come il Monte Lanate (342 m s.l.m.) e, ancora più a sud, il Monte Cenelli, alto 439 m.
Il centro principale, sede comunale, è sorto nel XX secolo a fondo valle, lungo la sponda del Curone, e si trova a circa 184 m s.l.m.

## Origine del nome
Il toponimo compare per la prima volta in un documento del 1172, quando alcuni nobili della zona donano in feudo al vescovo di Tortona Oberto e ai consoli tortonesi, il monte della Forca in seguito denominato Mons Legalis, che sembra derivare dal sostantivo ‘monte’ seguito dal nome personale ‘Leale’, da cui venne poi il cognome ‘Leali’. Un'altra possibile ipotesi è che 'legalis' faccia riferimento a legis (della legge in latino), quindi con il senso di "monte legale" ovvero "monte della legge", che attesterebbe quindi l'esercizio della giustizia con le relative condanne a morte ivi eseguite.

## Storia
Sempre nel già citato documente del 1172, si legge che sul colle venne edificato un castello con fossati e tre torri. Dopo i vescovi di Tortona, si ritrova il feudo ceduto da Filippo Maria Visconti nel 1403 a Perino Cameri, come pagamento di un debito di 1 500 fiorini, e mantenuto dai suoi discendenti fino al 1727, ai quali succedettero i Calcamuggi di Alessandria.
All'inizio del ducato di Massimiliano Sforza, ghibellino, il castello verrà distrutto da un incendio appiccato dagli abitanti del confinante Volpedo, guidati dal marchese Bernabò Malaspina, di parte guelfa. Il castello non verrà mai più ricostruito. Il 12 luglio 1513 il duca Sforza invia un commissario a Volpedo per ripristinare l'ordine e per punizione, con l'aiuto di 300 monlealesi, fa abbattere le mura del borgo.
Con la nascita del regno d'Italia e l'introduzione dei mandamenti (dal 1859 al 1926), Monleale entra a fara parte del mandamento di Volpedo, nell'ambito del circondario di Tortona.
Nel 1885 viene realizzata l'attuale strada tra Monleale e Castellar Guidobono, su cui correrà, tra il 1889 e il 1933, la tramvia Tortona-Monleale che, insieme alla costruzione del ponte con Volpedo nel 1856, in sostituzione del vecchio in legno, favorirà l'insediamento di abitazioni lungo la sponda sinistra del Curone, dando origine a quello che diventerà Monleale basso.
Tra il 1929 e il 1947 Monleale, insieme ai comuni di Berzano e Volpeglino, diventò parte di Volpedo.
Durante il XX secolo Monleale basso diventa la frazione più popolosa e qui, nel 1964, dal borgo storico in cima alla collina viene trasferita la sede comunale.
Tra il 6 e il 7 ottobre 1977 una grave alluvione abbattutasi sul basso Piemonte provoca ingenti danni alle attività e abitazioni lungo il Curone.

### Simboli
Lo stemma e il gonfalone sono stati concessi con DPR del 6 aprile 1987.
Il gonfalone è un drappo di tempo.

## Monumenti e luoghi d'interesse

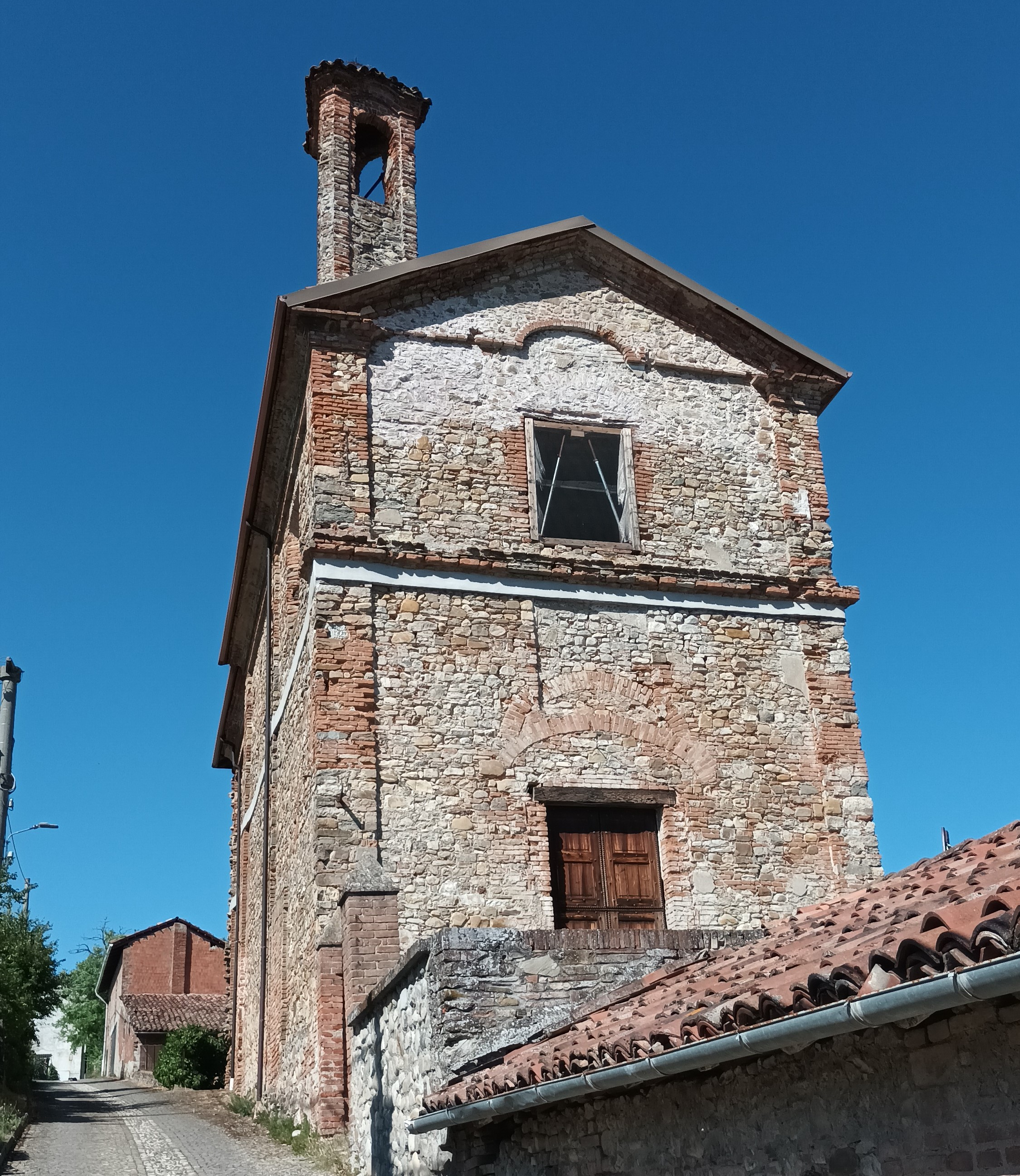
Oratorio della Beata Vergine del Gonfalone

- In cima alla collina sorge l'antico "oratorio della Beata Vergine del Gonfalone. Costruito all'inizio del XVIII secolo e terminato nel 1742 per ordine del conte Pietro Guidobone. In questo oratorio la confraternita della Beata Vergine del Gonfalone, disciplinata secondo la regola di San Carlo, con venti confratelli vestiti con una cappa bianca, interviene alle processioni e funzioni pubbliche."[17]
- In località Cà del Pep, fino ai primi anni del XXI secolo, cresceva una roverella secolare, ora seccata, considerata pianta monumentale, il cui tronco aveva raggiunto i 575 cm.[18] La pianta era nota nella zona come il rugrò, il "quercione" nel dialetto locale.[19]

## Società

### Evoluzione demografica
Abitanti censiti

### Etnie e minoranze straniere
Secondo i dati ISTAT al 31 dicembre 2020 la popolazione straniera residente era di 53 persone (24 maschi e 29 femmine).
Le nazionalità maggiormente rappresentate in base alla loro percentuale sul totale della popolazione residente erano:
- Romania 23 4,12%
- Ecuador  6 1,08%
- Nigeria  5 0,90%
- Ucraina  5 0,90%

### Lingue e dialetti
Benché il paese si trovi in territorio piemontese, il dialetto locale è di transizione, di tipo lombardo meridionale (L03) con forti influenze emiliane, rientrando nell'ambito del dialetto tortonese.

## Infrastrutture e trasporti
Tra il 1889 e il 1934 Monleale fu capolinea di una tranvia a vapore per Tortona.

## Economia
L'economia è prevalentemente agricola. A Monleale basso, dal 1993, sorge la cooperativa Volpedo Frutta che riunisce i produttori locali e detiene alcuni marchi commerciali relativi ai frutti della zona.
A partire dagli anni 1990 alcune aziende agricole locali si sono specializzate nella coltivazione del Timorasso.

## Amministrazione
Di seguito una tabella che elenca le amministrazioni che si sono succedute in questo comune dalla separazione con Volpedo, nel 1948, a oggi.
| Periodo          | Periodo          | Primo cittadino   | Partito                           | Carica               | Note          |
| ---------------- | ---------------- | ----------------- | --------------------------------- | -------------------- | ------------- |
| 1948             | 1952             | Gerolamo Capsoni  |                                   | Sindaco              | [ 25 ]        |
| 1952             | 1956             | Gerolamo Capsoni  |                                   | Sindaco              | [ 26 ] [ 27 ] |
| 1956             | 1960             | Carlo Telecco     |                                   | Sindaco              | [ 28 ]        |
| 3 dicembre 1960  | novembre 1964    | Gerolamo Capsoni  |                                   | Sindaco              | [ 29 ]        |
| novembre 1964    | 30 ottobre 1967  | Ettore Manzini    |                                   | Sindaco              | [ 30 ] [ 31 ] |
| 30 ottobre 1967  | 30 novembre 1968 | Enrico Califano   |                                   | Comm. Pref.          | [ 32 ]        |
| 30 novembre 1968 | novembre 1973    | Carlo Telecco     |                                   | Sindaco              | [ 33 ]        |
| novembre 1973    | 1978             | Gino Bruno        | Democrazia Cristiana              | Sindaco              | [ 34 ] [ 35 ] |
| 1978             | luglio 1983      | Gino Bruno        | Democrazia Cristiana              | Sindaco              | [ 35 ]        |
| luglio 1983      | 16 dicembre 1984 | Gino Bruno        | Democrazia Cristiana              | Sindaco              | [ 35 ] [ 36 ] |
| 25 gennaio 1985  | 14 luglio 1988   | Augusto Massa     | Democrazia Cristiana              | Sindaco              | [ 37 ]        |
| 14 luglio 1988   | 7 giugno 1993    | Augusto Massa     | Democrazia Cristiana              | Sindaco              | [ 38 ]        |
| 7 giugno 1993    | 28 aprile 1997   | Augusto Massa     | Democrazia Cristiana              | Sindaco              | [ 38 ]        |
| 28 aprile 1997   | 28 novembre 2000 | Augusto Massa     | lista civica                      | Sindaco              | [ 38 ] [ 39 ] |
| 28 novembre 2000 | 29 maggio 2001   | Giovanni Vacchini | lista civica                      | Vicesindaco reggente | [ 38 ]        |
| 29 maggio 2001   | 30 maggio 2006   | Pierangelo Marini | lista civica                      | Sindaco              | [ 38 ]        |
| 30 maggio 2006   | 16 maggio 2011   | Pierangelo Marini | insieme                           | Sindaco              | [ 38 ]        |
| 16 maggio 2011   | 5 giugno 2016    | Paola Massa       | lista civica Insieme per Monleale | Sindaco              | [ 38 ]        |
| 5 giugno 2016    | 3 ottobre 2021   | Paola Massa       | lista civica Insieme per Monleale | Sindaco              | [ 38 ]        |
| 3 ottobre 2021   | in carica        | Paola Massa       | lista civica Insieme per Monleale | Sindaco              | [ 38 ]        |

### Altre informazioni amministrative
Le frazioni del Comune sono le seguenti: Bellaria, Cadaborgo, Casareggio, Casa Vecchia, Cà del Pep, Cenelli, Cusinasco, Poggio, Profigate, Repregosi, Valmaia e Ville di San Rocco.
Il comune faceva parte della Comunità montana Valli Curone Grue e Ossona, ora sostituita dall'Unione Montana Valli Curone, Grue ed Ossona.

## Sport
Monleale ha una società sportiva di hockey in linea. La squadra più rappresentativa è stata la Hockey Club Monleale Sportleale che dal 2009 al 2023 ha militato nella massima divisione del Campionato italiano di hockey in-line. Le squadre giovanili maschili e femminili hanno vinto vari campionati e trofei.